# Campionat del Món «B» d'hoquei sobre patins masculí 2006
El trenta setè Campionat del Món «B» d'hoquei patins masculí es disputà entre el 17 i el 23 de setembre de 2006 a Montevideo (Uruguai). Els equips classificats en les tres primeres places van poder disputar el Campionat del Món "A" 2007, a Montreux (Suïssa).

## Participants
| Grup A | Grup A        |
| ------ | ------------- |
|        | Països Baixos |
|        | Nova Zelanda  |
|        | Colòmbia      |
|        | Uruguai       |

| Grup B | Grup B     |
| ------ | ---------- |
|        | Moçambic   |
|        | Àustria    |
|        | Egipte     |
|        | Sud-àfrica |

| Grup C | Grup C    |
| ------ | --------- |
|        | Macau     |
|        | Austràlia |
|        | Índia     |
|        | Mèxic     |

## Fase inicial
Els horaris corresponen a l'hora d'Uruguai (zona horària: UTC-3), als Països Catalans són 5 hores més.
Llegenda
| Pts = Punts totals PJ = Partits jugats PG = Partits guanyats PE = Partits empatats PP = Partits perduts |  | GF = Gols a favor GC = Gols en contra DG = Diferència de gols (GF-GC) Ressaltat en verd = Equip classificat pels 6 primers llocs. Ressaltat en vermell = Equip classificat pels llocs 7 al 12. |  |  |

### Grup A
| Equip         | Pts | PJ | PG | PE | PP | GF | GC | DG  |
| ------------- | --- | -- | -- | -- | -- | -- | -- | --- |
| Països Baixos | 7   | 3  | 2  | 1  | 0  | 24 | 3  | +21 |
| Colòmbia      | 7   | 3  | 2  | 1  | 0  | 15 | 3  | +12 |
| Uruguai       | 3   | 3  | 1  | 0  | 2  | 4  | 5  | -1  |
| Nova Zelanda  | 0   | 3  | 0  | 0  | 3  | 2  | 34 | -32 |

| 16 de setembre - 20:15 |     |              |            |
| Uruguai                | 3-1 | Nova Zelanda | Montevideo |
|                        |     |              | Montevideo |

| 17 de setembre - 17:45 |     |          |            |
| Països Baixos          | 2-2 | Colòmbia | Montevideo |
|                        |     |          | Montevideo |

| 18 de setembre - 10:30 |      |              |            |
| Països Baixos          | 20-1 | Nova Zelanda | Montevideo |
|                        |      |              | Montevideo |

| 18 de setembre - 20:15 |     |         |            |
| Colòmbia               | 2-1 | Uruguai | Montevideo |
|                        |     |         | Montevideo |

| 19 de setembre - 16:30 |      |          |            |
| Nova Zelanda           | 0-11 | Colòmbia | Montevideo |
|                        |      |          | Montevideo |

| 19 de setembre - 20:15 |     |         |            |
| Països Baixos          | 2-0 | Uruguai | Montevideo |
|                        |     |         | Montevideo |

### Grup B
| Equip      | Pts | PJ | PG | PE | PP | GF | GC | DG  |
| ---------- | --- | -- | -- | -- | -- | -- | -- | --- |
| Moçambic   | 9   | 3  | 3  | 0  | 0  | 29 | 1  | +28 |
| Sud-àfrica | 6   | 3  | 2  | 0  | 1  | 13 | 8  | +5  |
| Àustria    | 3   | 3  | 1  | 0  | 2  | 9  | 14 | -5  |
| Egipte     | 0   | 3  | 0  | 0  | 3  | 6  | 34 | -28 |

| 17 de setembre - 15:00 |     |         |            |
| Moçambic               | 8-1 | Àustria | Montevideo |
|                        |     |         | Montevideo |

| 17 de setembre - 19:00 |      |            |            |
| Egipte                 | 2-11 | Sud-àfrica | Montevideo |
|                        |      |            | Montevideo |

| 18 de setembre - 11:45 |      |        |            |
| Moçambic               | 16-0 | Egipte | Montevideo |
|                        |      |        | Montevideo |

| 18 de setembre - 17:45 |     |            |            |
| Àustria                | 1-2 | Sud-àfrica | Montevideo |
|                        |     |            | Montevideo |

| 19 de setembre - 10:30 |     |            |            |
| Moçambic               | 5-2 | Sud-àfrica | Montevideo |
|                        |     |            | Montevideo |

| 19 de setembre - 17:45 |     |        |            |
| Àustria                | 7-4 | Egipte | Montevideo |
|                        |     |        | Montevideo |

### Grup C
| Equip     | Pts | PJ | PG | PE | PP | GF | GC | DG  |
| --------- | --- | -- | -- | -- | -- | -- | -- | --- |
| Macau     | 9   | 3  | 3  | 0  | 0  | 30 | 8  | +22 |
| Mèxic     | 6   | 3  | 2  | 0  | 1  | 25 | 11 | +14 |
| Austràlia | 3   | 3  | 1  | 0  | 2  | 12 | 17 | -5  |
| Índia     | 0   | 3  | 0  | 0  | 3  | 9  | 40 | -31 |

| 17 de setembre - 16:15 |     |           |            |
| Macau                  | 3-0 | Austràlia | Montevideo |
|                        |     |           | Montevideo |

| 17 de setembre - 20:15 |      |       |            |
| Índia                  | 2-10 | Mèxic | Montevideo |
|                        |      |       | Montevideo |

| 18 de setembre - 16:30 |      |       |            |
| Macau                  | 20-2 | Índia | Montevideo |
|                        |      |       | Montevideo |

| 18 de setembre - 19:00 |     |       |            |
| Austràlia              | 2-9 | Mèxic | Montevideo |
|                        |     |       | Montevideo |

| 19 de setembre - 11:45 |     |       |            |
| Macau                  | 7-6 | Mèxic | Montevideo |
|                        |     |       | Montevideo |

| 19 de setembre - 19:00 |      |       |            |
| Austràlia              | 10-5 | Índia | Montevideo |
|                        |      |       | Montevideo |

## Segona fase

### Llocs 7 al 12
| 21 de setembre - 10:30 |     |        |            |
| Uruguai                | 6-2 | Egipte | Montevideo |
|                        |     |        | Montevideo |

| 21 de setembre - 11:45 |     |       |            |
| Àustria                | 9-2 | Índia | Montevideo |
|                        |     |       | Montevideo |

| 21 de setembre - 16:30 |     |              |            |
| Austràlia              | 7-0 | Nova Zelanda | Montevideo |
|                        |     |              | Montevideo |

### Llocs 1 al 6
| 21 de setembre - 17:45 |     |            |            |
| Països Baixos          | 7-3 | Sud-àfrica | Montevideo |
|                        |     |            | Montevideo |

| 21 de setembre - 19:00 |      |       |            |
| Moçambic               | 18-1 | Mèxic | Montevideo |
|                        |      |       | Montevideo |

| 21 de setembre - 20:15 |     |          |            |
| Macau                  | 2-3 | Colòmbia | Montevideo |
|                        |     |          | Montevideo |

## Fase final

### Llocs 10 al 12
| Equip        | Pts | PJ | PG | PE | PP | GF | GC | DG  |
| ------------ | --- | -- | -- | -- | -- | -- | -- | --- |
| Nova Zelanda | 6   | 2  | 2  | 0  | 0  | 23 | 6  | +17 |
| Egipte       | 3   | 2  | 1  | 0  | 1  | 16 | 11 | +5  |
| Índia        | 0   | 2  | 0  | 0  | 2  | 6  | 28 | -22 |

| 22 de setembre - 10:30 |      |       |            |
| Egipte                 | 12-4 | Índia | Montevideo |
|                        |      |       | Montevideo |

| 22 de setembre - 19:00 |     |        |            |
| Nova Zelanda           | 7-4 | Egipte | Montevideo |
|                        |     |        | Montevideo |

| 23 de setembre - 16:30 |      |              |            |
| Índia                  | 2-16 | Nova Zelanda | Montevideo |
|                        |      |              | Montevideo |

### Llocs 7 al 9
| Equip     | Pts | PJ | PG | PE | PP | GF | GC | DG |
| --------- | --- | -- | -- | -- | -- | -- | -- | -- |
| Uruguai   | 6   | 2  | 2  | 0  | 0  | 4  | 0  | +4 |
| Austràlia | 3   | 2  | 1  | 0  | 1  | 4  | 5  | -1 |
| Àustria   | 0   | 2  | 0  | 0  | 2  | 3  | 6  | -3 |

| 22 de setembre - 11:45 |     |         |            |
| Uruguai                | 2-0 | Àustria | Montevideo |
|                        |     |         | Montevideo |

| 22 de setembre - 20:15 |     |         |            |
| Austràlia              | 0-2 | Uruguai | Montevideo |
|                        |     |         | Montevideo |

| 23 de setembre - 17:45 |     |           |            |
| Àustria                | 3-4 | Austràlia | Montevideo |
|                        |     |           | Montevideo |

### Llocs 4 al 6
| Equip      | Pts | PJ | PG | PE | PP | GF | GC | DG |
| ---------- | --- | -- | -- | -- | -- | -- | -- | -- |
| Macau      | 4   | 2  | 1  | 1  | 0  | 10 | 6  | +4 |
| Sud-àfrica | 4   | 2  | 1  | 1  | 0  | 12 | 9  | +3 |
| Mèxic      | 0   | 2  | 0  | 0  | 2  | 3  | 10 | -7 |

| 22 de setembre - 16:30 |     |       |            |
| Sud-àfrica             | 6-3 | Mèxic | Montevideo |
|                        |     |       | Montevideo |

| 23 de setembre - 10:30 |     |            |            |
| Macau                  | 6-6 | Sud-àfrica | Montevideo |
|                        |     |            | Montevideo |

| 23 de setembre - 19:00 |     |       |            |
| Mèxic                  | 0-4 | Macau | Montevideo |
|                        |     |       | Montevideo |

### Llocs 1 al 3
| Equip         | Pts | PJ | PG | PE | PP | GF | GC | DG |
| ------------- | --- | -- | -- | -- | -- | -- | -- | -- |
| Moçambic      | 6   | 2  | 2  | 0  | 0  | 11 | 3  | +8 |
| Països Baixos | 3   | 2  | 1  | 0  | 1  | 4  | 6  | -2 |
| Colòmbia      | 0   | 2  | 0  | 0  | 2  | 2  | 8  | -6 |

| 22 de setembre - 17:45 |     |               |            |
| Colòmbia               | 1-2 | Països Baixos | Montevideo |
|                        |     |               | Montevideo |

| 23 de setembre - 11:45 |     |          |            |
| Moçambic               | 6-1 | Colòmbia | Montevideo |
|                        |     |          | Montevideo |

| 23 de setembre - 20:15 |     |          |            |
| Països Baixos          | 2-5 | Moçambic | Montevideo |
|                        |     |          | Montevideo |

| Moçambic        |
| Campió MOÇAMBIC |

## Classificació final
| Equip | Equip         | Pts | PJ | PG | PE | PP | GF | GC | DG  | Rend  |
| ----- | ------------- | --- | -- | -- | -- | -- | -- | -- | --- | ----- |
| 1r    | Moçambic      | 18  | 6  | 6  | 0  | 0  | 58 | 5  | +53 | 100%  |
| 2n    | Països Baixos | 13  | 6  | 4  | 1  | 1  | 35 | 12 | +23 | 72,2% |
| 3r    | Colòmbia      | 10  | 6  | 3  | 1  | 2  | 20 | 13 | +7  | 55,5% |
| 4t    | Macau         | 13  | 6  | 4  | 1  | 1  | 42 | 17 | +25 | 72,2% |
| 5è    | Sud-àfrica    | 10  | 6  | 3  | 1  | 2  | 28 | 24 | +4  | 55,5% |
| 6è    | Mèxic         | 6   | 6  | 2  | 0  | 4  | 28 | 39 | -11 | 33,3% |
| 7è    | Uruguai       | 12  | 6  | 4  | 0  | 2  | 14 | 7  | +7  | 66,6% |
| 8è    | Austràlia     | 9   | 6  | 3  | 0  | 3  | 23 | 22 | +1  | 50%   |
| 9è    | Àustria       | 6   | 6  | 2  | 0  | 4  | 21 | 23 | -2  | 33,3% |
| 10è   | Nova Zelanda  | 6   | 6  | 2  | 0  | 4  | 25 | 47 | -22 | 33,3% |
| 11è   | Egipte        | 3   | 6  | 1  | 0  | 5  | 24 | 51 | -27 | 16,6% |
| 12è   | Índia         | 0   | 6  | 0  | 0  | 6  | 17 | 77 | -60 | 0%    |

## Màxims golejadors
| Jugador               | Selecció      | Gols |
| --------------------- | ------------- | ---- |
| Paulo Pereira         | Moçambic      | 27   |
| Bruno Adriao          | Moçambic      | 13   |
| Helder Alhada Ricardo | Macau         | 12   |
| Amandeep Singh        | Índia         | 10   |
| Claudio Maeso         | Uruguai       | 10   |
| Dion James Steven     | Nova Zelanda  | 9    |
| Michel Van Gemeret    | Països Baixos | 9    |
| Pedro Ricardo Moreira | Macau         | 8    |
| Juan R. Colin Olmos   | Mèxic         | 8    |
| Lowie Boogers         | Països Baixos | 8    |